# Englische Badmintonmeisterschaft 1982
Die Englische Badmintonmeisterschaft 1982 fand bereits vom 11. bis zum 13. Dezember 1981 im Coventry S.C. in Coventry statt.

## Endrundenergebnisse

### Herreneinzel
|  | Halbfinale | Halbfinale     | Halbfinale | Halbfinale | Halbfinale |  |  | Finale | Finale         | Finale | Finale | Finale |
|  |            |                |            |            |            |  |  |        |                |        |        |        |
|  |            |                |            |            |            |  |  |        |                |        |        |        |
|  |            | Steve Baddeley | 17         | 15         |            |  |  |        |                |        |        |        |
|  |            | Kevin Jolly    | 14         | 4          |            |  |  |        |                |        |        |        |
|  |            |                |            |            |            |  |  |        | Steve Baddeley | 18     | 15     |        |
|  |            |                |            |            |            |  |  |        | Andy Goode     | 13     | 8      |        |
|  |            | Andy Goode     | 15         | 7          | 15         |  |  |        |                |        |        |        |
|  |            | Nick Yates     | 12         | 15         | 13         |  |  |        |                |        |        |        |
|  |            |                |            |            |            |  |  |        |                |        |        |        |

### Dameneinzel
|  | Halbfinale | Halbfinale   | Halbfinale | Halbfinale | Halbfinale |  |  | Finale | Finale       | Finale | Finale | Finale |
|  |            |              |            |            |            |  |  |        |              |        |        |        |
|  |            |              |            |            |            |  |  |        |              |        |        |        |
|  |            | Jane Webster | 11         | 11         |            |  |  |        |              |        |        |        |
|  |            | Karen Bridge | 7          | 3          |            |  |  |        |              |        |        |        |
|  |            |              |            |            |            |  |  |        | Jane Webster | 11     | 11     |        |
|  |            |              |            |            |            |  |  |        | Helen Troke  | 5      | 9      |        |
|  |            | Helen Troke  | 3          | 11         | 11         |  |  |        |              |        |        |        |
|  |            | Sally Podger | 11         | 8          | 5          |  |  |        |              |        |        |        |
|  |            |              |            |            |            |  |  |        |              |        |        |        |

### Weitere Finalresultate
| Disziplin    | Sieger                   | Finalist                       | Ergebnis         |
| ------------ | ------------------------ | ------------------------------ | ---------------- |
| Herrendoppel | Martin Dew Duncan Bridge | Ray Stevens Mike Tredgett      | 9-15, 15–5, 15-9 |
| Damendoppel  | Jane Webster Nora Perry  | Gillian Gilks Paula Kilvington | 18-14, 15-7      |
| Mixed        | Martin Dew Gillian Gilks | Mike Tredgett Nora Perry       | 15-8 9-15, 18-13 |

## Medaillengewinner
| Disziplin    | Gold                     | Silber                         |
| ------------ | ------------------------ | ------------------------------ |
| Herreneinzel | Steve Baddeley           | Andy Goode                     |
| Dameneinzel  | Jane Webster             | Helen Troke                    |
| Herrendoppel | Martin Dew Duncan Bridge | Ray Stevens Mike Tredgett      |
| Damendoppel  | Nora Perry Jane Webster  | Gillian Gilks Paula Kilvington |
| Mixed        | Martin Dew Gillian Gilks | Mike Tredgett Nora Perry       |